# نورث فوند دو لاك (ويسكونسن)
نورث فوند دو لاك (بالإنجليزية: North Fond du Lac, Wisconsin)‏ هي بلدة تقع في الولايات المتحدة في مقاطعة فوند دو لاك (ويسكونسن). يقدر عدد سكانها بـ 5,014 نسمة ومساحتها 5.54 كم2 وترتفع عن سطح البحر 234 متر.

## التركيبة السكانية
قام مكتب تعداد الولايات المتحدة بتحديد بيانات التركيبة السكانية لنورث فوند دو لاك في تعداد الولايات المتحدة. في ما يلي، التركيبة السكانية حسب تعدادي 2000 و2010.

### تعداد عام 2000
بلغ عدد سكان نورث فوند دو لاك 4,557 نسمة بحسب تعداد عام 2000، وبلغ عدد الأسر 1,789 أسرة وعدد العائلات 1,289 عائلة مقيمة في القرية. في حين سجلت الكثافة السكانية 2,387.6 نسمة لكل ميل مربع (921.9/كم2). وبلغ عدد الوحدات السكنية 1,912 وحدة بمتوسط كثافة قدره 1,001.8 نسمة لكل ميل مربع (386.8/كم2).
وتوزع التركيب العرقي للقرية بنسبة 97.94% من البيض و 0.22% من الأمريكيين الأصليين و 0.37% من الأمريكيين ذوي الأصول الآسيوية و 0.02% من سكان جزر المحيط الهادئ و 0.22% من الأمريكيين الأفارقة و 0.94% من عرقين مختلطين أو أكثر.
بلغ عدد الأسر 1,789 أسرة كانت نسبة 35.6% منها لديها أطفال تحت سن الثامنة عشر تعيش معهم، وبلغت نسبة الأزواج القاطنين مع بعضهم البعض 57.9% من أصل المجموع الكلي للأسر، ونسبة 9.7% من الأسر كان لديها معيلات من الإناث دون وجود شريك، وكانت نسبة 27.9% من غير العائلات. تألفت نسبة 23.0% من أصل جميع الأسر من أفراد ونسبة 9.2% كانوا يعيش معهم شخص وحيد يبلغ من العمر 65 عاماً فما فوق. وبلغ متوسط حجم الأسرة المعيشية 2.97، أما متوسط حجم العائلات فبلغ 2.53.
بلغ العمر الوسطي للسكان 35 عاماً. وكانت نسبة 26.3% من القاطنين تحت سن الثامنة عشر، وكانت نسبة 8.3% بين الثامنة عشر والأربعة وعشرون عاماً، ونسبة 31.0% كانت واقعةً في الفئة العمرية ما بين الخامسة والعشرون حتى والأربعة وأربعون عاماً، ونسبة 22.6% كانت ما بين الخامسة والأربعون حتى الرابعة والستون، ونسبة 11.8% كانت ضمن فئة الخامسة والستون عاماً فما فوق. يوجد لكل 100 أنثى 94.5 ذكر، ويوجد لكل 100 أنثى في الثامنة عشر من عمرها فما فوق 91.5 ذكر.
بلغ متوسط دخل الأسرة في القرية 44,327 دولار، أما متوسط دخل العائلة فبلغ 49,946 دولار. وكان متوسط دخل الذكور 37,959 دولار مقابل 21,631 دولار للإناث. وسجل دخل الفرد الخاص بالقرية 17,492 دولار. وكانت نسبة 3.5% من العائلات ونسبة 6.9% من السكان تحت خط الفقر، وكان من هؤلاء نسبة 9.1% تحت سن الثامنة عشر ونسبة 9.8% في الخامسة والستين من العمر وما فوق.

### تعداد عام 2010
بلغ عدد سكان نورث فوند دو لاك 5,014 نسمة بحسب تعداد عام 2010، وبلغ عدد الأسر 2,106 أسرة وعدد العائلات 1,372 عائلة مقيمة في القرية. في حين سجلت الكثافة السكانية 2,365.1 نسمة لكل ميل مربع (913.2/كم2). وبلغ عدد الوحدات السكنية 2,199 وحدة بمتوسط كثافة قدره 1,037.3 لكل ميل مربع (400.5/كم2).
وتوزع التركيب العرقي للقرية بنسبة 94.6% من البيض و 0.4% من الأمريكيين الأصليين و 1.5% من الأمريكيين ذوي الأصول الآسيوية و 0.7% من الأمريكيين الأفارقة و 1.0% من عرقين مختلطين أو أكثر.
بلغ عدد الأسر 2,106 أسرة كانت نسبة 30.9% منها لديها أطفال تحت سن الثامنة عشر تعيش معهم، وبلغت نسبة الأزواج القاطنين مع بعضهم البعض 49.8% من أصل المجموع الكلي للأسر، ونسبة 10.6% من الأسر كان لديها معيلات من الإناث دون وجود شريك، بينما كانت نسبة 4.7% من الأسر لديها معيلون من الذكور دون وجود شريكة وكانت نسبة 34.9% من غير العائلات. وبلغ متوسط حجم الأسرة المعيشية 2.88، أما متوسط حجم العائلات فبلغ 2.37.
بلغ العمر الوسطي للسكان 39 عاماً. وكانت نسبة 23.3% من القاطنين تحت سن الثامنة عشر، وكانت نسبة 8.1% بين الثامنة عشر والأربعة وعشرون عاماً، ونسبة 26.8% كانت واقعةً في الفئة العمرية ما بين الخامسة والعشرون حتى والأربعة وأربعون عاماً، ونسبة 28.3% كانت ما بين الخامسة والأربعون حتى الرابعة والستون، ونسبة 13.5% كانت ضمن فئة الخامسة والستون عاماً فما فوق. وتوزع التركيب الجنسي للسكان بنسبة 49.0% ذكور و51.0% إناث.